# Campionat de Zúric 1991
L'edició del 1991 fou la 76a del Campionat de Zuric. La cursa es disputà el 18 d'agost de 1991, pels voltants de Zúric i amb un recorregut de 240 quilòmetres. El vencedor final fou el belga Johan Museeuw, que s'imposà per davant de Laurent Jalabert i Maximilian Sciandri, després d'una escapa de més de 150 km per part de Federico Etxabe.
Va ser la vuitena cursa de la Copa del Món de ciclisme de 1991

## Classificació final
|    | Ciclista                  | Equip                  | Temps      |
| -- | ------------------------- | ---------------------- | ---------- |
| 1  | Johan Museeuw (BEL)       | Lotto-Super Club       | 6h 28' 13" |
| 2  | Laurent Jalabert (FRA)    | Toshiba                | m. t.      |
| 3  | Maximilian Sciandri (ITA) | Carrera Jeans          | m. t.      |
| 4  | Maurizio Fondriest (ITA)  | Panasonic-Sportlife    | m. t.      |
| 5  | Edwig Van Hooydonck (BEL) | Buckler-Colnago        | m. t.      |
| 6  | Andrei Txmil (URS)        | SEFB-Saxon             | m. t.      |
| 7  | Phil Anderson (AUS)       | Motorola               | m. t.      |
| 8  | Falk Boden (GER)          | PDM-Concorde           | m. t.      |
| 9  | Luc Roosen (BEL)          | Tulip Computers        | m. t.      |
| 10 | Dirk De Wolf (BEL)        | Tonton Tapis-GB-Corona | m. t.      |